# Lust & Glaube
Lust & Glaube (französisch Le Cœur couronné) ist eine dreiteilige Graphic Novel von Alejandro Jodorowsky (Szenario) und Jean Giraud (Zeichnungen).

## Handlung
Die Studentin Elisabeth ist besessen von ihrem Philosophie-Professor an der Sorbonne, Alain Mangel. Sie kann den wesentlich älteren und frisch geschiedenen Mann zum Geschlechtsverkehr überreden. Laut ihrer Vision soll ein neuer Prophet namens John gezeugt werden. Ebenso erschien ihr der junge Araber Muhammad als Joseph und Rosaura, die Tochter eines Drogenbarons als Maria. Auch diese gibt sich Mangel lustvoll hin zur Zeugung eines neuen Christus. Rosaura verwandelt sich jedoch später in die zwiegeschlechtliche Jesusa und wird spirituelle Führerin. Schließlich kommt John auf einem spirituellen Berg in Kolumbien zur Welt. Zur gleichen Zeit wird Alain Mangel wieder in einen jungen Mann verwandelt, dieser bildet dann zusammen mit Elisabeth das Elternpaar des kleinen John, der wundersamerweise einen toten Jungen zum Leben erwecken kann.

## Veröffentlichung
Die Geschichte wurde in drei Alben 1992 bis 1998 bei Les Humanoïdes Associés veröffentlicht, ein Sammelband erschien 2004. In Deutschland erschienen die ersten beiden Alben bei Ehapa 1993 beziehungsweise 1994, der dritte Band 2003 bei Schreiber & Leser und der Sammelband erschien dort 2011.
- Die Irre von Sacré Cœur. Feest Comics 1993, vierfarbig, Hardcover, 76 Seiten, ISBN 3-89343-252-3.
  - La folle du Sacré-Cœur. Les Humanoïdes Associés 1992, ISBN 2-7316-0989-3.
- Gefangen im Irrationalen. Feest Comics 1994, vierfarbig, Hardcover, 64 Seiten, ISBN 3-89343-253-1.
  - Le piège de l'irrationnel. Les Humanoïdes Associés 1993, ISBN 2-7316-1005-5.
- Der Irre von der Sorbonne. Schreiber & Leser 2003, vierfarbig, Hardcover, 56 Seiten, ISBN 3-933187-87-7.
  - Le fou de la Sorbonne. Les Humanoïdes Associés 1998, ISBN 2-7316-1181-2.